# Rue Leroux
Ne doit pas être confondu avec rue Pierre-Leroux.
La rue Leroux est une voie du 16e arrondissement de Paris, en France.

## Situation et accès
Longue de 220 mètres, elle commence 54, avenue Victor-Hugo et finit 33, avenue Foch.
Le quartier est desservi par la ligne 2 à la station Victor Hugo.

## Origine du nom
Cette voie porte un nom faisant référence à un propriétaire des terrains sur lesquels elle a été ouverte.

## Historique
Cette rue a été ouverte sous le nom de « rue Debelleyme » en 1848, du nom du magistrat et préfet de police Louis-Marie de Belleyme, sur des terrains de la plaine de Passy, située sur l'ancienne commune de Passy, appartenant aux héritiers de M. Leroux, ancien agent de change, qui avait été un des principaux actionnaires de la Société des terrains de la plaine de Passy et qui mourut en 1843. Elle s'étendait alors jusqu'à la rue Pergolèse.
Elle est classée dans la voirie parisienne et prend sa dénomination actuelle en vertu d'un décret du 23 mai 1863.

## Bâtiments remarquables et lieux de mémoire

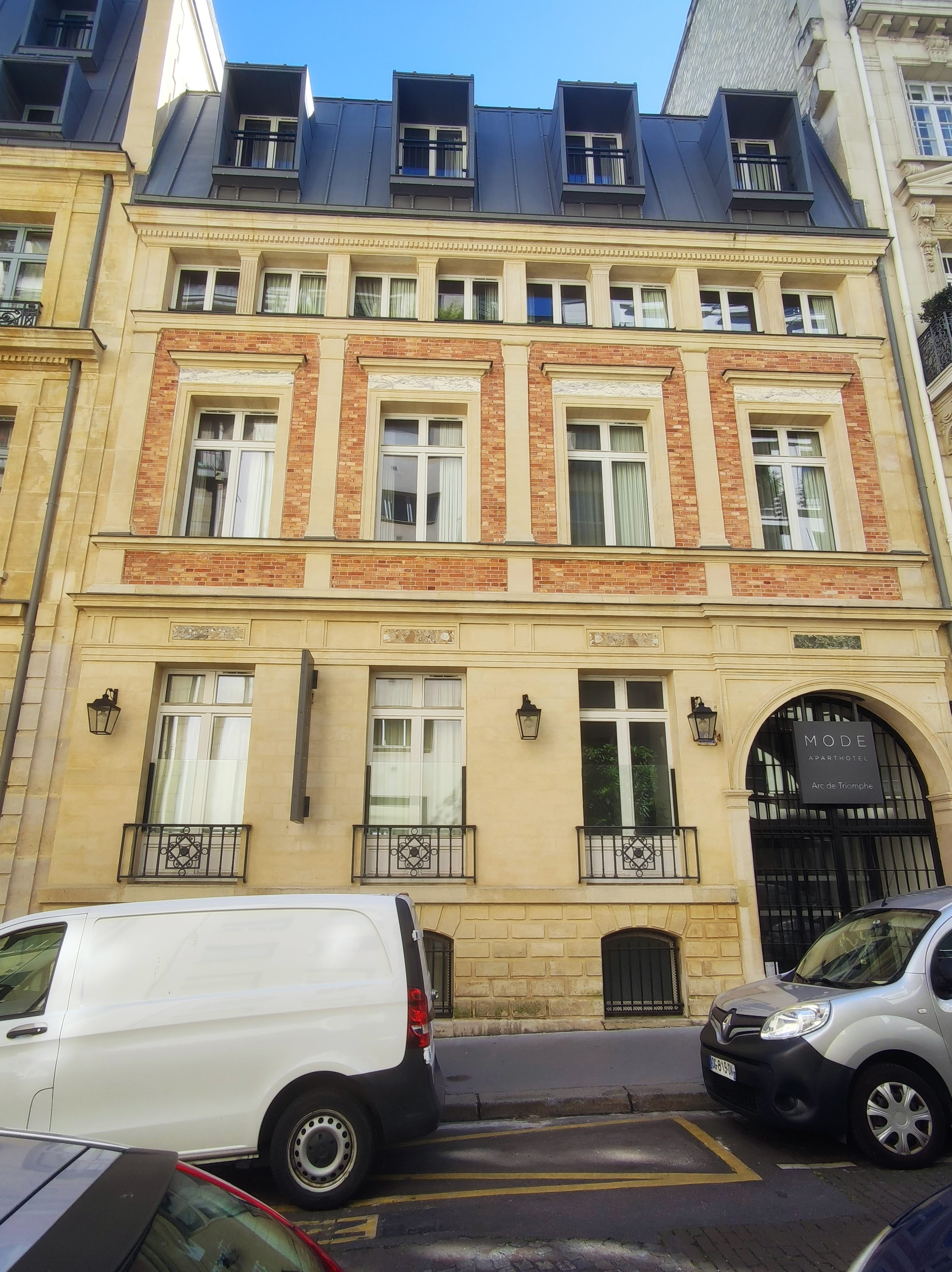
No 6.

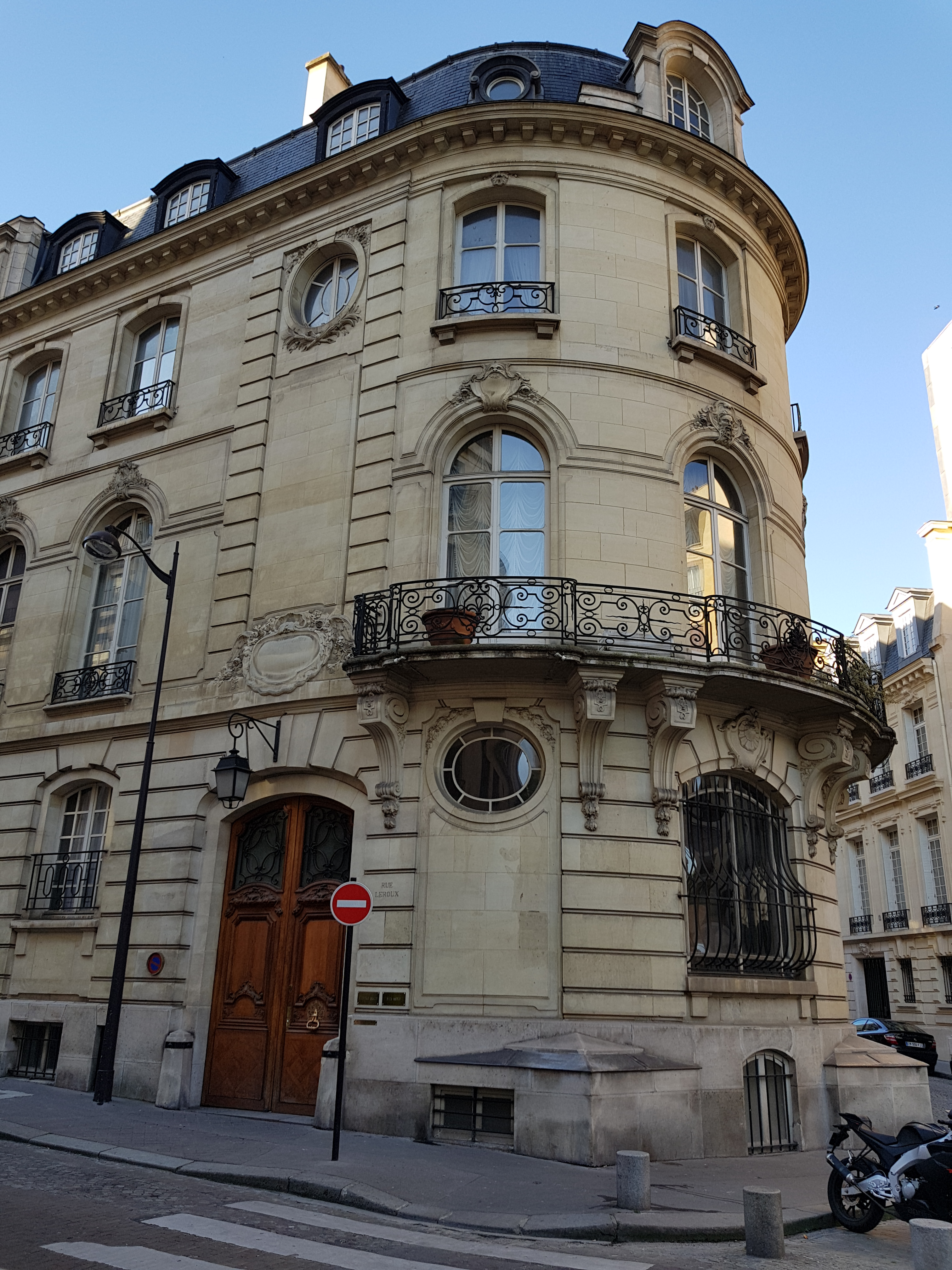
No 11 bis.

- Nos 1-3 (et 56, avenue Victor-Hugo) : immeuble construit par les architectes Louis Chauvet et Alfred Coulomb sur un vaste terrain rectangulaire de près de 1 300 m2, conçu à l’origine pour deux grands appartements par étage[1].
- Nos 4-6 : ancien hôtel particulier construit par l’architecte Paul Sédille, acquis en 2012 par un groupe immobilier pour la somme de 11,5 millions d’euros et transformé en hôtel 4 étoiles consacré à la musique. On y trouve 18 chambres et un studio d’enregistrement[2]. En 1900, il est habité par le comte et le marquis de Clugny[3].
- No 10 (démoli) : adresse à laquelle est décédé le richissime homme d’affaires américain William Kissam Vanderbilt en 1920[4]. Un bâtiment figurant à cette adresse apparaît sur le plan parcellaire du quartier à la fin du XIXe siècle, à l’emplacement occupé aujourd’hui par le 7, rue Léonard-de-Vinci[5].

Une plaque commémorative rend hommage à sept résistants tués en août 1944 (voir massacre du Bois de Boulogne). Siège de la Fédération nationale des déportés et internés résistants et patriotes.
- No 11 bis (angle rue Léonard-de-Vinci) : ancien hôtel particulier de William Kissam Vanderbilt (1849-1920) construit par l’architecte Charles Mewès en 1890[7]. C’est depuis 2021 le siège social d’un groupe immobilier, dont le journal Le Figaro a publié en 2021 une série de photos (« bureau ovale » du premier étage, salle du conseil, salle de détente, terrasse, escaliers)[8].